# بسکتبال در المپیک تابستانی ۱۹۷۲
بسکتبال در بازی‌های المپیک تابستانی ۱۹۷۲ نام رویداد ورزش بسکتبال در بازی‌های المپیک تابستانی بود که در سال ۱۹۷۲ برگزار شد.

## جدول مدال‌ها
| رتبه | تیم                 | بازی | برد | باخت |
| ---- | ------------------- | ---- | --- | ---- |
| 1    | اتحاد جماهیر شوروی  | ۹    | ۹   | ۰    |
| 2    | ایالات متحده آمریکا | ۹    | ۸   | ۱    |
| 3    | کوبا                | ۹    | ۷   | ۲    |
| ۴    | ایتالیا             | ۹    | ۵   | ۴    |
| ۵    | یوگسلاوی            | ۹    | ۷   | ۲    |
| ۶    | پورتوریکو           | ۹    | ۶   | ۳    |
| ۷    | برزیل               | ۹    | ۵   | ۴    |
| ۸    | چکسلواکی            | ۹    | ۴   | ۵    |
| ۹    | استرالیا            | ۹    | ۵   | ۴    |
| ۱۰   | لهستان              | ۹    | ۳   | ۶    |
| ۱۱   | اسپانیا             | ۹    | ۴   | ۵    |
| ۱۲   | آلمان غربی          | ۹    | ۳   | ۶    |
| ۱۳   | فیلیپین             | ۹    | ۳   | ۶    |
| ۱۴   | ژاپن                | ۹    | ۲   | ۷    |
| ۱۵   | سنگال               | ۸    | ۰   | ۸    |
| ۱۶   | مصر                 | ۸    | ۰   | ۸    |